# Tommaso Gherardini

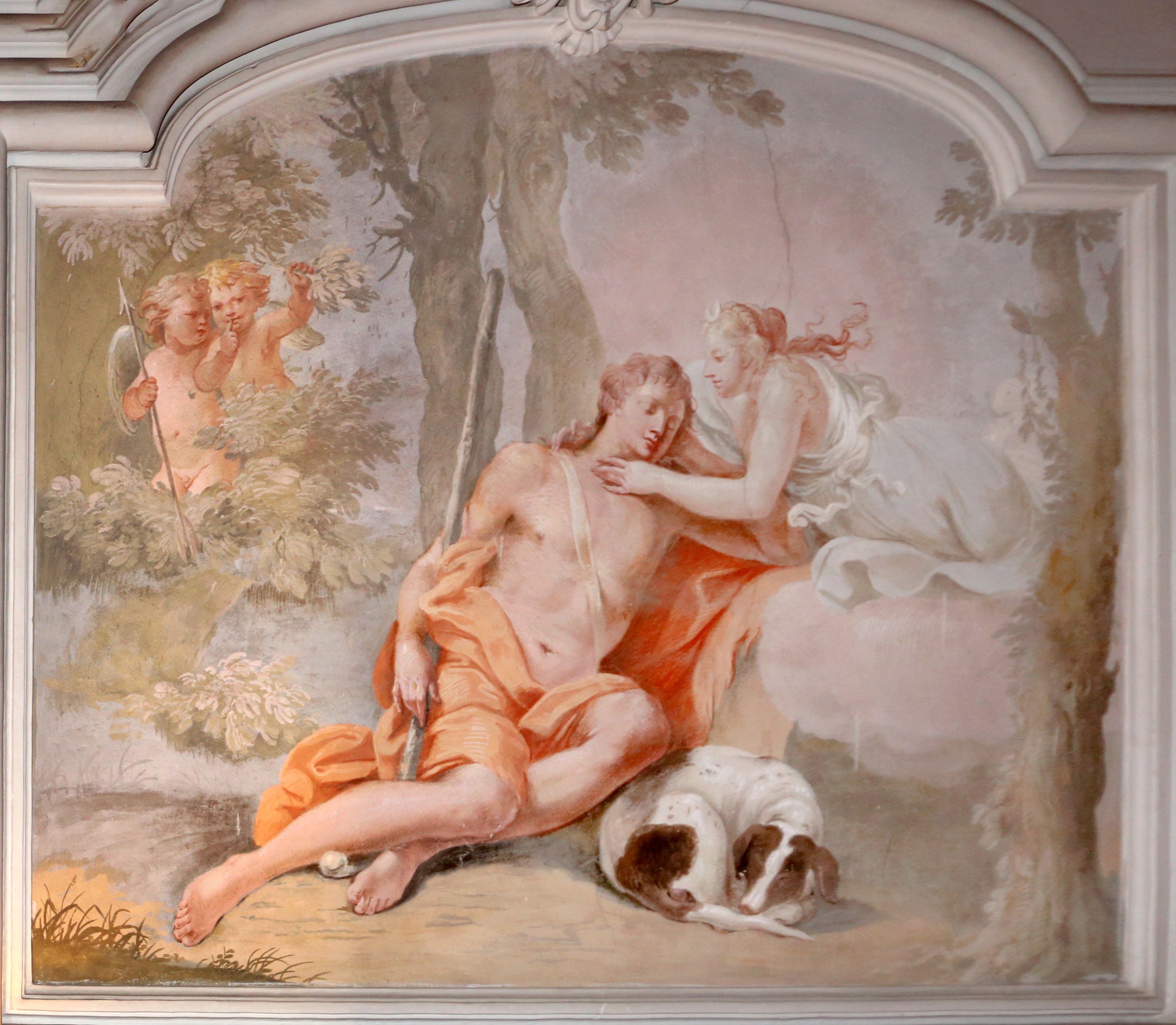
Diana ed Endimione, 1735 circa, villa La Magia (Quarrata)

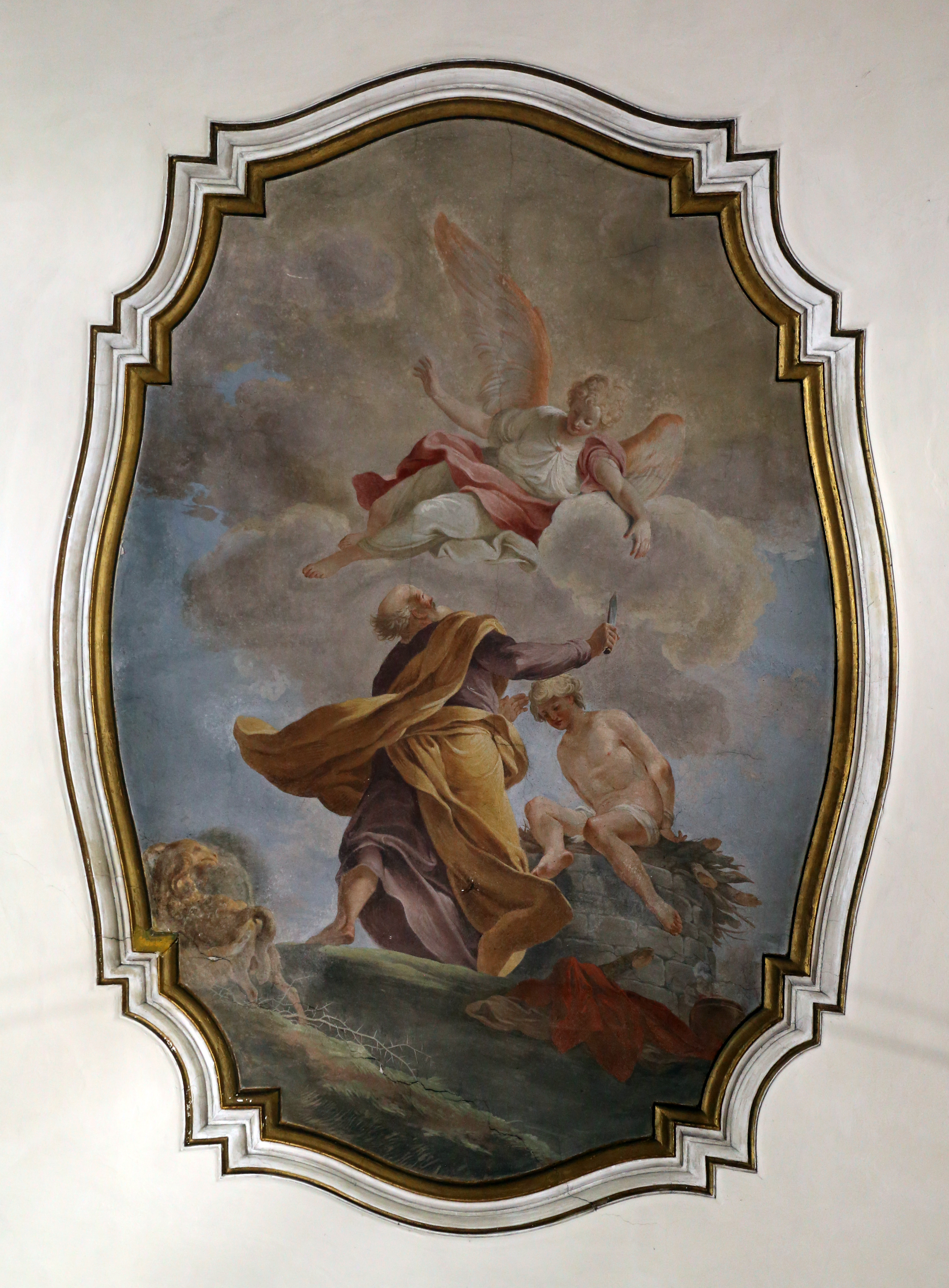
Sacrificio di Isacco, collegiata di Santa Maria (Figline Valdarno)

Tommaso Gherardini, battezzato Giovan Tomaso (Firenze, 21 dicembre 1715 – Firenze, 1797), è stato un pittore italiano.

## Biografia
Figlio di Anton Gaspero Gherardini e di Maria Rosa Dionvira Casigoli (non era quindi imparentato direttamente col più noto pittore fiorentino Alessandro Gherardini), fu educato allo studio dell'arte e del disegno prima presso lo scultore Giuseppe Piamontini, poi presso il pittore Vincenzo Meucci.
Nel 1741 il suo apprendistato era concluso, con l'immatricolazione all'Accademia delle arti del disegno. Dal 1750 circa fu molto attivo soprattutto come frescante, grazie a uno stile che coniugava il classicismo con le novità emiliane e romane (con attenzione alle prime istanze neoclassiche) e che gli garantì un notevole successo.
A più riprese lavorò per i Medici, ad esempio con una serie di affreschi nella villa del Poggio Imperiale. Spesso lavorò con Giuseppe Antonio Fabbrini e Giuliano Traballesi.